# Spanje op de Olympische Winterspelen 1960
Tijdens de Olympische Winterspelen van 1960, die in Squaw Valley (Verenigde Staten) werden gehouden, nam Spanje voor de vijfde keer deel.

## Deelnemers en resultaten

### Alpineskiën
| Olympiër            | Discipline       | Resultaat | Prestatie                    |
| ------------------- | ---------------- | --------- | ---------------------------- |
| Luis Arias          | afdaling (m)     | 51e       | 2.29,8 (+23,8)               |
| Luis Arias          | reuzenslalom (m) | 42e       | 2.13,2 (+24,9)               |
| Luis Arias          | slalom (m)       | 24e       | 2.40,5 (+31,6) 1.24,3+1.16,2 |
| Manuel García-Moran | afdaling (m)     | 42e       | 2.27,6 (+21,6)               |
| Manuel García-Moran | reuzenslalom (m) | 47e       | 2.14,8 (+26,5)               |
| Manuel García-Moran | slalom (m)       | 34e       | 2.58,0 (+49,1) 1.32,3+1.25,7 |
| Luis Sánchez        | afdaling (m)     | 44e       | 2.28,3 (+22,3)               |
| Luis Sánchez        | reuzenslalom (m) | 45e       | 2.13,6 (+25,3)               |
| Luis Sánchez        | slalom (m)       | dq        | diskwalificatie              |
|                     |                  |           |                              |
| Marían Navarro      | afdaling (v)     | 24e       | 1.49,7 (+12,1)               |
| Marían Navarro      | reuzenslalom (v) | dq        | diskwalificatie              |
| Marían Navarro      | slalom (v)       | 23e       | 2.08,0 (+18,4) 1.05,2+1.02,8 |

Argentinië · Australië · Bulgarije · Canada · Chili · Denemarken · Duits eenheidsteam · Finland · Frankrijk · Groot-Brittannië · Hongarije · IJsland · Italië · Japan · Libanon · Liechtenstein · Nederland · Nieuw-Zeeland · Noorwegen · Oostenrijk · Polen · Sovjet-Unie · Spanje · Tsjecho-Slowakije · Turkije · Verenigde Staten · Zuid-Afrika · Zuid-Korea · Zweden · Zwitserland